# Maria Karolina Sobieska

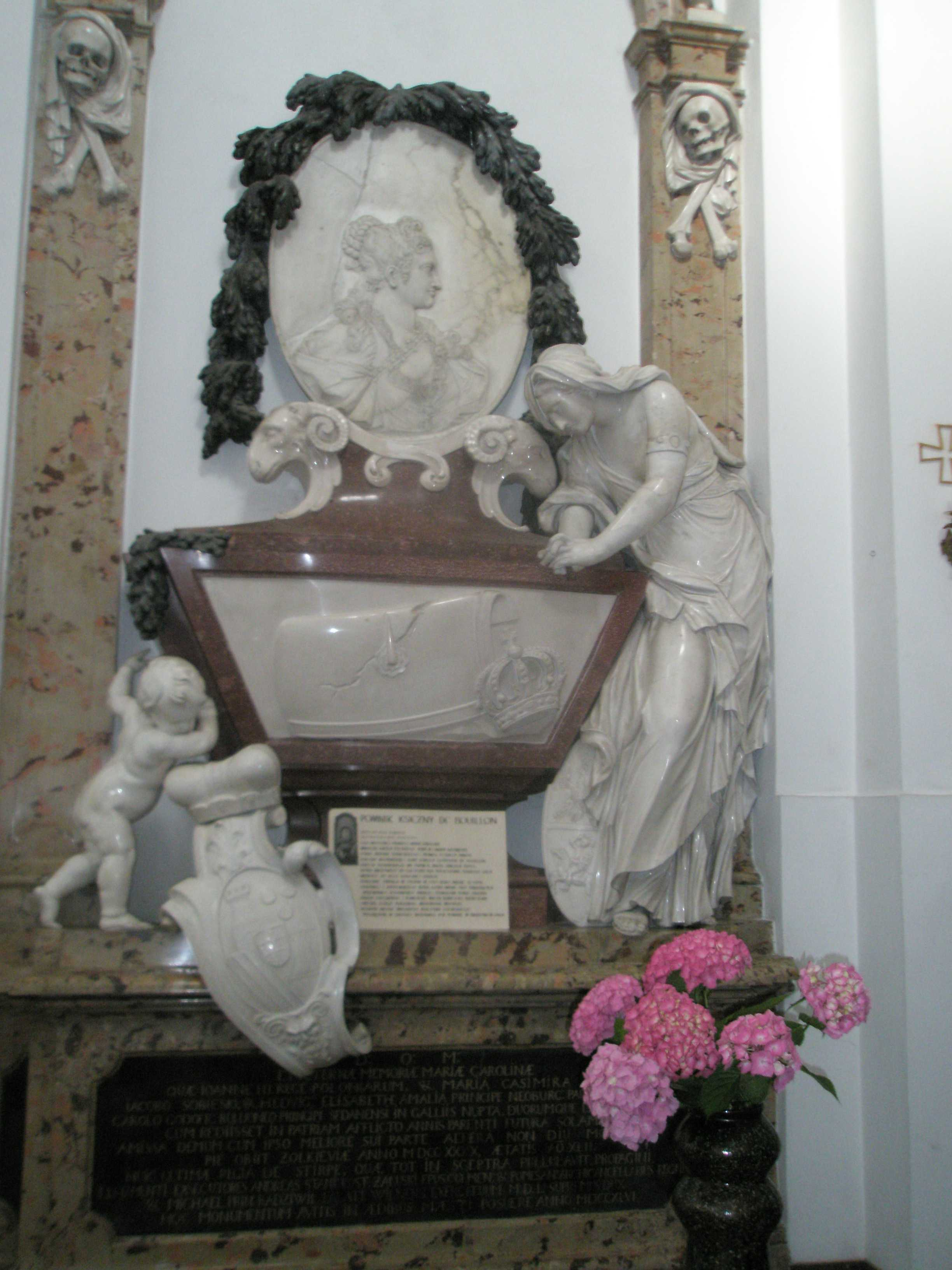
Nagrobek Marii Karoliny Sobieskiej w kościele św. Kazimierza w Warszawie

Maria Karolina Sobieska zwana Charlottą (ur. 26 listopada 1697 w Oławie, zm. 8 maja 1740 w Żółkwi) – córka Jakuba Ludwika Sobieskiego i Jadwigi Sobieskiej

## Życiorys
Ostatnia potomkini w linii agnatycznej Jana III Sobieskiego.
Dzieciństwo i młodość spędziła wraz z rodzicami na Śląsku. Gdy dorosła, o jej rękę zaczęli konkurować różni arystokraci. Pierwszym był kandydat dworu wiedeńskiego, książę Guastalli, Józef Maria Gonzaga. Jego starania o rękę Marii odrzucono jednak z uwagi na obciążenie księcia chorobą psychiczną.
Po przybyciu do Rzeczypospolitej Maria Karolina Sobieska nawiązała romans z Michałem Kazimierzem Radziwiłłem, zwanym Rybeńką; próbę zaręczyn z ordynatem zablokowała postawa Jakuba Ludwika Sobieskiego. Charlotta, popadłszy w depresję, chciała wstąpić do klasztoru, ale cesarz Karol VI Habsburg nie wyraził na to zgody i rozpoczął poszukiwania dla niej kandydata na małżonka.
20 września 1723 roku Maria Karolina Sobieska poślubiła księcia de Turenne, Fryderyka Maurycego de La Tour d’Auvergne. Mąż zmarł dziesięć dni po ślubie. Siedem miesięcy później, 2 kwietnia 1724 roku, wyszła za mąż za jego brata, wielkiego szambelana Francji, Karola Godfryda de La Tour d’Auvergne. Małżeństwo z księciem de Bouillon nie było jednak udane i po kilku latach zakończyło się rozwodem. Z drugiego małżeństwa Charlotta doczekała się dwojga dzieci: Marii Ludwiki de La Tour d’Auvergne i Godfryda Karola de La Tour d’Auvergne.
Po rozstaniu z drugim mężem Maria Karolina Sobieska wyjechała na Śląsk, a następnie powróciła do Rzeczypospolitej i zamieszkała w Żółkwi. W 1737 roku została spadkobierczynią majątku swojego ojca. Ostatnie lata życia spędziła na zabezpieczaniu interesów rodziny Sobieskich.
Przed śmiercią wyznaczyła na swojego głównego spadkobiercę dawnego ukochanego – Michała Kazimierza Radziwiłła Rybeńkę (zapisała mu cały swój majątek). Bogaty księgozbiór rodzinny przekazała biskupowi chełmińskiemu, Andrzejowi Załuskiemu, który przeznaczył go na rzecz ufundowanej w 1747 roku Biblioteki Załuskich.
Zabalsamowane serce Marii Karoliny Sobieskiej przechowywane jest w kościele farnym w Żółkwi. W kościele św. Kazimierza na Rynku Nowego Miasta w Warszawie znajduje się nagrobek Marii Karoliny Sobieskiej, ufundowany w 1746 roku przez Michała Kazimierza Radziwiłła Rybeńkę i Andrzeja Stanisława Załuskiego. Przełamana tarcza umieszczona na epitafium symbolizuje wymarcie królewskiej linii rodziny Sobieskich.